# Sexagesima
De zondag sexagesima (Dominica in Sexagesima in het Latijn) is de benaming voor de tweede zondag vóór Aswoensdag. De naam komt oorspronkelijk uit het Latijn sexagesimus (zestigste).  Dit verwijst naar het feit dat er ongeveer zestig dagen zijn tussen deze zondag en Pasen.
Bij de aanpassing van de liturgische kalender na het Tweede Vaticaans Concilie werden de drie zondagen van de voorvasten (septuagesima, sexagesima en quinquagesima) niet meer opgenomen en vervangen door gewone zondagen door het jaar. Er zijn echter ook katholieken die de Tridentijnse liturgie vieren en de daarbij horende liturgische kalender volgen.